# Blacksmith (personaggio)
Blacksmith è un personaggio dei fumetti DC Comics. È una supercriminale nemica del terzo Flash. Comparve per la prima volta in Flash: Iron Heights (2001).

## Biografia del personaggio
Per 15 anni, Amunet Black diresse ed operò nel Network, un mercato nero sotterraneo che si trova sotto le città di Keystone e Central City, dove i super criminali potevano vendere, comprare, o fare del contrabbando. In quel periodo ebbe un breve matrimonio con Goldface. Quando divorziarono, lei rubò il siero che gli donava i poteri e lo utilizzò su di sé per ottenere il potere di fondere la sua carne con i metalli e modellarli a piacimento. Riuscì a tenere il Network nascosto alle forze dell'ordine delle città gemelle per molto tempo, ma se un criminale veniva riformato o usciva dalla sua carriera precedente, Amunet faceva sì che la memoria ed i ricordi legati al Network venissero cancellati. Quando il suo ex-marito e profiler criminale Hunter Zolomon (il futuro Zoom, terzo Anti-Flash) era in procinto di scoprire il Network, lei mandò il secondo Trickster per fermarlo. Poi, con la visione di un potere, Blacksmith decise di conquistare le due città e di diventarne la padrona.

### All'attacco delle città
Primo, organizzò un gruppo di criminali che consisteva di il Mago del Tempo, Mirror Master II, Magenta, Girder, Plunder, e Trickster II. Si fece anche carico di constatare che ogni criminale fosse al meglio e avesse il pieno controllo sui propri poteri. Fece sì di utilizzare i poteri di Magenta per evitare che Girder si arrugginisse e insegnasse al Mago del Tempo ad avere un controllo migliore sulla sua bacchetta.
Secondo, fece in modo che i nemici di Flash fossero rimossi o resi incapaci di intromettersi. Mirror Master incastrò il Pifferaio per la morte dei suoi genitori. Plunder prese Chunk, sparò alla sua immagine allo specchio, il Detective Jared Morillo, e ne assunse l'identità. Quindi, Mirror Master rapì Cyborg e l'agente di polizia Fred Chyre, e li intrappolò all'interno di un universo nell'immagine di uno specchio insieme a tutti i poliziotti di Keystone. Fatto questo, i Nemici tolsero di mezzo i velocisti dando a Jesse Quick dei problemi finanziari riguardanti la sua compagnia e mandarono Jay Garrick all'ospedale di Denver quando sua moglie si sentì male.
Infine, Murmur e Mirror Master attaccarono le stazioni radio e riprogrammarono le proprie antenne perché trasmettessero uno scudo a specchio sulle città per prevenirne l'entrata o l'uscita di chiunque.

### Alle prese con Flash
Dopo che tutto fu pronto, Blacksmith e i suoi alleati lanciarono il proprio attacco su Flash. Attaccarono forte e svelti, cosa che lasciò l'eroe stanco e gravemente ferito, ma non appena stavano per finirlo, furono interrotti dal Pensatore, che voleva utilizzare l cervello di Flash per caricare delle informazioni. Dopo la sconfitta del Pensatore, Blacksmith e i Nemici ripresero il loro piano e attaccarono sia Flash che Goldface. Riuscirono a sconfiggere il Velocista Scarlatto mentre Goldface se la diede a gambe. Durante il combattimento, Blacksmith utilizzò i suoi poteri per trasformare il suo corpo in ebano, mentre i Nemici dentro il Network saccheggiarono e depredarono le città. Fortunatamente, Goldface guidò la popolazione delle città gemelle in rivolta contro il Network, dando così a Flash la possibilità di sconfiggere il Mago del Tempo, Mirror Master e Trickster II prima che fuggissero, quando Capitan Cold congelò il pavimento del terreno e Mirror Master volle utilizzarlo per scappare. Con la sconfitta dei Nemici, Blacksmith tentò un attacco disperato facendo collassare il ponte che connetteva Keystone City a Central City. Flash riuscì a ripararlo e a sconfiggere Blacksmith scaraventandola su una chiatta nel mezzo del fiume (non entrò in acqua per paura di arrugginire la sua pelle). Con la disfatta del Network, Blacksmith fu mandata al penitenziario di Iron Heights, dove fu gravemente ferita dall'evaso Gorilla Grodd. Sebbene sia sopravvissuta alle ferite, Blacksmith non si vide più da quell'incidente, anche se la si poté notare al funerale di "Digger" Harkness.

## Poteri e abilità
Il corpo di Blacksmith fu mutato perché avesse una fusione perfetta tra la materia organica e quella inorganica. Questo le diede la possibilità di fondere le due cose ed utilizzò questo potere per fondere la materia inorganica con un avversario causando un danno serio. Blacksmith utilizzò anche l'abilità di causare seri danni alle strutture inorganiche.